# Galapagar
Galapagar é um município da Espanha na província e comunidade autónoma de Madrid, de área 65 km² com população de 30007 habitantes (2007) e densidade populacional de 434,42 hab/km².

## Demografia
| Variação demográfica do município entre 1991 e 2004 | Variação demográfica do município entre 1991 e 2004 | Variação demográfica do município entre 1991 e 2004 | Variação demográfica do município entre 1991 e 2004 |
| --------------------------------------------------- | --------------------------------------------------- | --------------------------------------------------- | --------------------------------------------------- |
| 1991                                                | 1996                                                | 2001                                                | 2004                                                |
| 9050                                                | 16503                                               | 25559                                               | 28255                                               |